# كيني ماركس
كيني ماركس (بالإنجليزية: Kenny Marks)‏ هو مغني أمريكي، ولد في 6 نوفمبر 1950 في ديترويت في الولايات المتحدة، وتوفي في 31 أكتوبر 2018.

## وصلات خارجية
- كيني ماركس على موقع ميوزك برينز (الإنجليزية)
- كيني ماركس على موقع ديسكوغز (الإنجليزية)